# Образование в Санкт-Петербурге
Санкт-Петербург традиционно считается образовательным центром России. Здесь представлено дошкольное (детские сады), среднее (школы) и высшее образование (ВУЗы). Помимо этого имеются военные и специальные учебные заведения. Образование в Петербурге курирует Комитет по образованию.

## ВУЗы
По некоторым подсчётам в Петербурге насчитывается 88 ВУЗов (по другим данным 55), в которых работает 22 тысячи профессоров и преподавателей и это примерно 10 % от профессорско-преподавательского состава всей России. Из числа петербургских ВУЗов около половины представляют собой негосударственные (в них насчитывается 42 тыс. студентов). По другим сведениям, в Петербурге только 50 ВУЗов (государственных).
В 2010 году на первый курс смогли поступить 26 791 человек, причем конкурс составлял 9 человек на место. Больше половины желающих учиться в петербургских ВУЗах — иногородние. Самая популярная профессия, которую хотят получить абитуриенты, это профессия чиновника.

## Среднее образование
В Петербурге насчитывается 800 школ, гимназий и лицеев. Число выпускников петербургских школ в 2011 году составляло 21 тысячу, тогда как в 2004 их было 46 тысяч. В 2011 году в Петербурге насчитывалось 33 337 учителей. Официальная средняя зарплата учителя составляет 23 тыс. рублей в месяц, однако некоторые работники сферы образования считают, что в реальности учителя получают намного меньше.
В 2011 году в школы Петербурга поступило 43 тыс. детей (в 2007 году их было 32 тыс., в 2010 году — 37 тыс.). Среди наиболее известных учебных заведений города: Лицей «Физико-техническая школа» имени Ж. И. Алфёрова, Физико-математический лицей № 239, Академическая гимназия имени Д. К. Фаддеева Санкт-Петербургского государственного университета, Физико-математический лицей № 30, Лицей № 344 и другие.
В 2019 году открыт Филиал Пансиона воспитанниц Министерства обороны Российской Федерации.
В 2021 году число школьников составило 535 тысяч.

## Дошкольное образование
В 2006 году в городе было 1058 детских дошкольных учреждений, в 2007 году — 1032 (на 140,5 тыс. мест), а в конце 2008 года — только 1018, но рассчитанных уже на 143,5 тыс. мест.
В 2021 году число ребят дошкольного возраста достигло 295 тысяч.

## Традиции
С 2005 года в ночь на 24 июня в городе на Дворцовой площади и стрелке Васильевского острова отмечается ежегодный праздник выпускников Алые паруса, который сопровождается концертом звезд эстрады на открытом воздухе.

## Проблемы образования
Проблемой образования является коррупция среди преподавателей. Так летом 2012 года доцент из Аграрного университета принял зачет у 4 студентов за 8000 рублей (2 тыс. за экзамен), но был задержан полицией.